# Kazuya Maeda (fotbollsspelare född 1984)
Kazuya Maeda (前田 和也 Maeda Kazuya?), född 8 januari 1984 i Tochigi prefektur, är en japansk före detta fotbollsspelare.
Maeda började sin karriär 2002 i FC Tokyo. 2003 blev han utlånad till Sagawa Printing. Han gick tillbaka till FC Tokyo 2004. Med FC Tokyo vann han japanska ligacupen 2004. 2006 flyttade han till Montedio Yamagata. Efter Montedio Yamagata spelade han för Tochigi Uva FC. Han avslutade karriären 2013.